# 菅原晶子
菅原 晶子（すがわら あきこ、1980年1月14日 - ）は、神奈川県横浜市出身の元女優。ルージュを経て、ベストワンプロモーションに所属していた。

## 人物
身長158cm。体重43kg。血液型B型。
1996年、週刊ヤングサンデー「ぜったいアイドル決定戦10」出場を経て、テレビ東京のオーディション番組『ASAYAN』のコーナー「コムロギャルソン」から生まれた女性歌手グループ「L☆IS」のメンバー（ロリータ・チーム）として活動していた。主にオリジナルビデオ作品を中心に出演した。

## 出演作品

### オリジナルビデオ
- 湘南爆走族 帰ってきた伝説の5人（1997年、徳間ジャパンコミュニケーションズ）
- 狙われたアイドル 実録ストーカー（1997年、ミュージアム） - 主演
- 喧嘩愚連隊（1998年、ギャガ）
- ウルトラセブン誕生30周年記念3部作 第2話「地球より永遠に」（1998年、バップ） - ナツミ
- BE-BOP-HIGHSCHOOL（1998年、東映Vシネマ） - 如月翔子
  - BE-BOP-HIGHSCHOOL 血染めの学ラン・殉愛篇
  - BE-BOP-HIGHSCHOOL 頂上戦争・不良狩り篇
- 仮面天使ロゼッタ 漆黒のフレイア（1998年、東宝） - 工藤夏美
- くノ一忍法帖 柳生外伝（1998年、キングレコード） - くノ一
  - 柳生外伝 くノ一忍法帖 江戸花地獄篇
  - 柳生外伝 くノ一忍法帖 会津雪地獄篇

### テレビドラマ
- 帰ってきたセカンド・チャンス（1996年、TBS）
- ドラマランド11 / DRIVEしたいのに（1997年、名古屋テレビ）
- うしろの百太郎（1997年、テレビ東京）
- 仮面天使ロゼッタ（1998年、テレビ東京） - 工藤夏美

### テレビ番組
- 興味しんしん丸（1995年、テレビ朝日）
- ASAYAN（1996年、テレビ東京） - 「L☆IS」のメンバー（ロリータ・チーム）として
- 上岡龍太郎がズバリ! 「美少女50人」（1996年、TBS）
- グラビアの美少女（1997年、MONDO21）

### 映画
- そして天使は歌う ぼ・ぼ・僕らは正義の味方（1997年、バップ） - 地球王子の娘
- くノ一忍法帖 柳生外伝（1998年、キングレコード） - くノ一
- SHINJUKU LOFT BOOTLEG 1999（1999年、ビジョンスギモト） - ロフトに集う人々

### CD
- L☆ISを参照。

### CM
- トヨタ・カムリ
- 日本電気 SPEAX23
- カルビー チーズビット（1995年）
- NTT東海 パーソナル通信網（1997年）

### 雑誌
- すっぴん（1994年 - 1995年、英知出版）
- De☆View（1995年、オリコン・エンタテインメント）
- 集英社（1996年）
  - 週刊ヤングジャンプ
  - 週刊ヤングサンデー